# 包天笑
包公毅（1876年2月26日—1973年10月30日），初名清柱，字朗生、朗孫、德寶、號天笑，別號包山，笔名笑、天笑、天笑生、吳門天笑生、春云、微妙、迦叶、拈花、秋星、秋星阁主、釧影、钏影楼主、朗生、且樓、曼妙、愛嬌、餘翁、染指翁等，苏州府吴县人，20世纪中国通俗文学作家，鸳鸯蝴蝶派作家。

## 生平
包天笑幼年时，与賴豐熙、谭泰来的家庭曾同住苏州城西刘家浜的一处宅院。五岁启蒙，与賴豐熙为同一位私塾教师——陈恩梓（字少甫）。
1894年考取秀才，此前2年已经开私塾教书为生。1900年与友人合资在苏州开设东来书庄并发行《励学译编》，经销中国留学生在日本出版的《浙江潮》等期刊，以及日文书刊。1901年，包天笑与其表兄尤志选（号子青）在苏州护龙街砂皮巷口创办大众化报纸《苏州白话报》。
1906年，包天笑定居上海爱文义路胜业里，任《时报》外埠新闻和副刊《余兴》编辑，并编辑《小说时报》和《妇女时报》。1912年，包天笑去商务印书馆兼职，参加编写国文教科书。此后先后出任文明书局刊物《小说大观》和《小说画报》，大东书局《星期》周刊，以及《立报》《花果山》副刊主编。
包天笑的翻译作品有《空谷兰》、《梅花落》、《迦因小传》、《天方夜谈》等。后来著有不少白话小说。他本人也兼任明星影片公司编剧，将其中一些作品改编为电影。
包天笑参加过几个文人社团。1909年加入南社。1922年加入青社。
1947年，包天笑前往台湾，1949年后定居香港，写作《钏影楼回忆录》。1973年10月30日，包天笑在香港病逝，享年97岁。